# 飯福田寺
飯福田寺（いぶたじ）は、三重県松阪市飯福田町にある寺院。 伊勢山上（いせさんじょう）とも称される。 本尊は薬師如来。 寺域に広大な行場（霊場）を有する。

## 歴史
大宝元年（701年）、山の岩窟で役小角が百日間修行を行ったことにより開創された。 寺領・五百石を受け北畠家の祈祷寺として栄えるが、北畠家が滅亡し戦火によって寺は消失する。 天正11年（1583年）、織田信雄より寺領・百十五貫文を寄付され復興するが、織田家断絶と共に衰退。 さらに松坂城主・蒲生氏郷により、伽藍を解体し松坂城築城の材料に使用される。 近世になり津藩主・藤堂家の庇護を受け、伽藍は整備され、行場も補修された。 現在は多くの人々が修行と巡拝に参詣している。 1948年県立公園に指定、1953年県の名勝・史跡に指定された。

## 境内
- 薬師堂 - 本尊である薬師如来を安置
- 籠り堂 - 阿弥陀如来を安置
- 護摩堂 - 護摩法要を行う。不動明王を安置。
- 鐘つき堂 - 除夜の鐘を撞く

- 山門（仁王門）
- 庫裏 - 行場への入山受付を行う。お守り類の頒布や朱印押印を行っている。部屋の一部は「伊勢山上　行者の宿」として一般客が宿泊できる。なお、以前は「ユースホステル伊勢山上」だった時期がある。
- 無料休憩所

## 行場
元々は修験者（山伏）のための霊場・修行の場であるが、明治時代以降は一般人にも開放された。 行場は女人禁制のところが多いが、女性にも開放していた。 命の危険を伴うため、入山する場合は必ず寺の受付にて入山心得を聞き、入山名簿に記帳し、下山後報告しなければならない。革靴、サンダルでの入山は危険なので禁止されている。近年、クライミング用の道具を打ちつけて岩場を荒らす者がいる。

### 表行場
初めの難所である「油こぼし」と名づけられている20 m程度の切り立った岩場を鎖をつたって登らないとそれ以降の地点には進めない。「岩屋本堂」「鞍掛岩」などでは大きな岩を登り降りするが鎖がない箇所もあり、一歩間違えれば谷底に落ちる非常に危険なコースとなっている。「油こぼし」以外の難所には迂回路が整備されている。
距離約 4km、所要時間1時間半 - 2時間半。標高380 m。通過地点は以下である。
- 油こぼし
- 岩屋本堂 鐘掛 - 役小角が祀られている[注釈 1]
- 抱付岩
- 小天井
- 大天井
- 亀岩
- 鞍掛岩
- 蟻の戸渡り
- 不動棚廻り
- 小尻返し
- 飛石
- 平等岩
- 元居ヶ原
- 下向道

### 裏行場
距離約1.5 km、所要時間30分。通過地点は以下である。
- 油こぼし
- 達磨岩
- 獅子ヶ鼻

## 事故
- 2011年4月15日に1人で入山した無職男性（66）が翌日谷底で発見された。約60 m上にある行場の岩場から滑落したとみられる。[2]

## 年中行事
詳しい日程は公式ウェブサイトに記載されている。
- 3月 - 春彼岸会
- 4月 - 春季大会式（戸開け式）/護摩焚き法要/火渡り
- 7月 - 祇園の護摩供
- 8月 - 施餓鬼法要
- 9月 - 秋彼岸会
- 10月 - 秋季大会式（戸閉め式）/護摩焚き法要/火渡り
- 12月31日 - 除夜の鐘

## 寺宝
以下の寺宝がある。
- 不動明王像
- 織田信雄、稲葉兵庫（いなばひょうご）、藤堂高虎らの朱印黒印 - 3通
- 藤堂高虎寄進の瑠璃天目茶碗（るりてんもくぢゃわん） - 2個

## 体験メニュー
以下の体験が可能である。2016年に民泊の認可がおりた。
- 行場巡り（行場の項目参照、ガイドは要予約）
- 「行者の宿」での宿泊（要予約）
- 写経
- 阿字観瞑想
- バーベキュー
- 古道ウォーキング（ガイドは要予約）
- 田舎体験（茶摘み・豆ごはん作り・ホタル観賞・川遊び・薪割りなど）（要予約）

## アクセス
- 車 - 伊勢自動車道、一志嬉野ICから約20分
- 車 - 伊勢自動車道、松阪ICからR166辻原経由で約40分
- 公共交通機関 - 近鉄/JR「松阪」駅より三重交通バス 宇気郷線（14系統）乗車、「うきさとむら前」バス停下車、徒歩約60分
- 近鉄大阪線「伊勢中川」駅下車、タクシーで約30分
- 近鉄/JR「松阪」駅下車、タクシーで約40分